# Уркиага, Сантьяго
Сантья́го Уркиа́га Пере́с (исп. Santiago Urquiaga Pérez; 18 апреля 1958, Баракальдо) — испанский футболист, выступал на позиции правого защитника. Известен по выступлениям за «Атлетик Бильбао» и «Эспаньол». Имеет на своём счету 14 матчей в составе национальной сборной.

## Карьера

### Клубная
Уркиага — воспитанник кантеры «Атлетика» из Бильбао. После трёх лет выступлений за вторую команду, в 1979 году, в возрасте 20 лет, он дебютировал и в основной. В следующем сезоне Сантьяго сыграл уже в 33-х матчах.
На протяжении 9 сезонов Уркиага являлся игроком основы баскского клуба. С «Атлетиком» он дважды становился чемпионом Испании, выигрывал Кубок и Суперкубок страны.
В 1987 году Сантьяго перешёл в «Эспаньол», где провёл ещё 2 сезона и сыграл 46 матчей в Примере. Также Уркиага помог каталонцам дойти до финала Кубка УЕФА, где те уступили леверкузенскому «Байеру». После сезона 1988/89 Уркиага закончил карьеру.

### Международная
Уркиага играл за сборные Испании разных возрастов. В составе олимпийской сборной участвовал в Олимпиаде в Москве.
Во взрослой сборной Сантьяго играл с 1980 по 1989 год, всего на его счету 14 матчей. Помимо Олимпиады, Уркиага играл ещё на двух крупных международных турнирах — чемпионат мира 1982 и чемпионат Европы 1984 года, на котором сборная Испании дошла до финала.

## Достижения

### Командные
«Атлетик Бильбао»
- Чемпион Испании: 1983, 1984
- Обладатель Кубка Испании: 1984
- Обладатель Суперкубка Испании: 1984